# Heuchera hirsutissima
Heuchera hirsutissima är en stenbräckeväxtart som beskrevs av C. O. Rosend. Butters och Lakela. Heuchera hirsutissima ingår i släktet alunrötter, och familjen stenbräckeväxter. Inga underarter finns listade i Catalogue of Life.